# Lost Odyssey
Lost Odyssey és un Videojoc de rol desenvolupat per Mistwalker, conjuntament amb Feelplus, per a Xbox 360. És la segona obra de Mistwalker, essent Blue Dragon la primera i Archaic Sealed Heat la tercera. Empresa liderada per Hironobu Sakaguchi qui va ser director de tots els Final Fantasy fins a la desena entrega, així com de la pel·lícula Final Fantasy: La força interior. L'encarregat de la banda sonora s'hi troba l'artista Nobuo Uematsu que també és el creador de les melodies de la mítica saga de Square. Els somnis, explicats durant el transcurs del joc, estan a càrrec de Kiyoshi Shigematsu i el disseny dels personatges de mans del prestigiós mangaka Takehiko Inoue, creador de Vagabond i Slam Dunk.

## Estil de joc
En Lost Odyssey el jugador controla en Kaim Argonar, un home que està condemnat a viure 1000 anys. El joc gira al voltant de les moltes generacions que formen part de la vida de Kaim, els seus amors, pèrdues i conflictes d'un món pròxim a una "revolució industrial màgica".

### Combats
Els combats d'aquest RPG són aleatòries i per torns. El sistema de combat és l'habitual d'aquest gènere, així permet planejar l'estratègia a utilitzar ordenant als personatges les accions a realitzar. En batalla poden participar fins a 5 personatges.
Les ordres disponibles són: atacar, habilitat (utilitza una tècnica especial), encanteri (utilitza màgia), objecte (utilitza un objecte de la reserva), fugir (intentar fugir de la batalla, no sempre és possible), formació (canvi de posicions) i equipar (canvia algun equipament del combatent).

### Mortals i immortals
El total de 9 personatges del grup, es divideixen en dos grups: Mortals i Immortals. Els immortals són els lluitadors amb millors atributs, no poden morir en combat, ni tan sols quan es queden sense PS o punts de salut (reneixen al cap de dos torns) i no poden aprendre habilitats per si mateixos, si no que l'han d'aprendre equipant-se un accessori o d'algun mortal.
Per altra banda, els mortals, no ressusciten automàticament i aprenen les habilitats a mesura que combaten i pugen de nivell, però no dels accessoris ni dels immortals.

### Sistema mur
El sistema mur és el sistema estratègic del joc durant els combats, en els quals podem situar els combatents a l'avantguarda o rereguarda. Els que estiguin situats a l'avantguarda causen més punts de mal quan realitzen atacs físics, però també en reben més en compensació. La suma dels punts de vitalitat dels personatges que es troben a l'avantguarda és el mur. Els personatges de la rereguarda reben menys punts de mal quan són atacats i també en causen menys al fer-ho. La reducció de mal de què es beneficien va debilitant-se a mesura que la vida dels personatges de l'avantguarda va disminuint. A la rereguarda per tant, s'hi col·loquen personatges de menor atac físic i major atac màgic, que no es veu reduït en atacar des del darrere.

### Anells
Els anells són accessoris que es poden equipar als personatges i atorguen qualitats als atacs físics. Per exemple, si equipes un personatge amb un anell matabèsties nv1, els atacs realitzats als enemics del tipus bèstia seran més efectius. Quan el personatge ataca, apareixen dos anells, un exterior i un d'interior, sobre l'enemic. S'ha de mantenir el gallet del comandament polsat per tal de fer disminuir l'anell exterior i deixar de polsar quan coincideixi amb l'anell interior. En funció de l'exactitud amb què es facin coincidir els dos anells es poden obtenir tres resultats diferents: malament (no causa cap efecte addicional), bé (afegeix l'efecte de l'anell a l'atac) i perfecte (l'efecte afegit és òptim).
Finalment, en el menú es poden equipar, reforçar i crear anells a partir dels materials que s'obtenen durant el transcurs de la partida.

### Màgia
El joc consta de 4 tipus de màgia:
- Màgia blanca: S'utilitza per recuperar PS, curar estats alterats i augmentar la defensa. L'utilitzen els mortals Jansen i Cooke.
- Màgia negra: S'utilitza per atacar o causar estats alterats als enemics. La poden utilitzar Jansen i la immortal Sarah.
- Màgia espiritual: Serveix per donar suport als aliats o per causar estats alterats als enemics. Només el mortal Mack la pot utilitzar.
- Màgia composta: Serveix per fer qualsevol de les anteriors però causant efecte a tots els enemics o aliats. La pot utilitzar la immortal Ming.

Qualsevol personatge pot utilitzar qualsevol tipus de màgia si duu equipat algun objecte que ho permeti.

### Somnis
Al llarg de l'aventura, Kaim podrà anar recordant anècdotes i històries del seu passat que se li presenten en forma de somnis. Per a desbloquejar-los caldrà parlar amb persones o observar situacions determinades. Aquests somnis es manifesten en forma de carta, en la qual es narra la història viscuda i els esdeveniments viscuts per Kaim o altres personatges immortals i que ja havien oblidat.